# Blue Skies
 Blue Skies és una pel·lícula estatunidenca dirigida per Stuart Heisler el 1946 a partir de la història d'Irving Berlin.

## Argument
Jed Potter mira cap enrere en un triangle amorós que va mantenir al llarg d'anys i entre números musicals. El ballarí Jed estima la corista Maria, que estima compulsivament Johnny, revelació de la discoteca, que no pot romandre compromès a res en la vida per molt de temps.

## Repartiment
- Bing Crosby: Johnny Adams
- Fred Astaire: Jed Potter
- Joan Caulfield: Mary O'Hara
- Billy De Wolfe: Tony
- Olga San Juan: Nita Nova
- Mikhail Rasumny: François
- Frank Faylen: Mack
- Victoria Horne: Martha
- Karolyn Grimes: Mary Elizabeth Adams
- Will Wright